# Kazimierz Lipień
Kazimierz Lipień (6. února 1949 Jaczków, Polsko – 12. listopadu 2005 New York, USA) byl polský zápasník, reprezentant v zápase řecko-římském, olympijský vítěz, mistr světa a Evropy.
Zápasu se věnoval od svých 16 let, reprezentační premiéru si odbyl v roce 1971 na mistrovství světa v Sofii, kde vybojoval stříbrnou medaili. V roce 1972 vybojoval bronz na olympijských hrách v Mnichově a na mistrovství Evropy. V roce 1973 vybojoval zlato na mistrovství světa a stříbro na mistrovství Evropy. V následujícím roce obhájil světový titul a na evropském šampionátu obsadil šesté místo.
V roce 1975, 1976 a 1978 vybojoval zlato a v roce 1979 bronz na mistrovství Evropy. V roce 1975, 1977 a 1978 byl stříbrný na mistrovství světa. Sportovní kariéru ukončil v roce 1980 poté, co na olympiádě v Moskvě obsadil šesté místo.
Zápasu se věnoval také jeho bratr, dvojče Józef.